# Pimoa mainling
Pimoa mainling es una especie de araña del género Pimoa, familia Pimoidae. Fue descrita científicamente por Zhang & Li en 2020.
Habita en China. El holotipo masculino mide 5,06 mm y el paratipo femenino 8,78 mm.